# Cailly
Cailly település Franciaországban, Seine-Maritime megyében. Lakosainak száma 736 fő (2022. január 1.). Cailly Critot, Esteville, La Rue-Saint-Pierre, Saint-André-sur-Cailly, Saint-Germain-sous-Cailly és Yquebeuf községekkel határos.

## Népesség
A település népességének változása:
| Lakosok száma | 735  | 778  | 783  | 790  | 776  | 763  | 749  | 742  | 736  |
|               | 2013 | 2015 | 2016 | 2017 | 2018 | 2019 | 2020 | 2021 | 2022 |